# Spulber
Spulber es una comuna ubicada en el distrito de Vrancea, Rumania.

## Superficie
Posee una superficie de 33,67 kilómetros cuadrados.

## Demografía
Hasta 2021 la población era de 1241 habitantes, con una densidad de población de 36,86 habitantes por kilómetro cuadrado.